# Labrador retriever
För andra betydelser, se Labrador.
Labrador retriever är en hundras från Storbritannien. Den är uppkallad efter Labradorhalvön i Québec och Newfoundland och Labrador i Kanada. Liksom de övriga sex retrievrarna är den en apporterande fågelhund, vars traditionella användningsområde är att apportera skjutet vilt, främst vid jakt på sträckande änder och vid klappjakter på fälthöns och annat småvilt. Labradoren, som den kallas till vardags, har en utpräglad dragning till vatten. En annan utmärkande egenskap är det mjuka bettet som är viktigt för att inte skada bytet när det bärs i munnen. I en undersökning 2012/2013 utnämndes labrador retriever till världens populäraste hundras; i Sverige och åtskilliga andra länder är den också nummer ett.

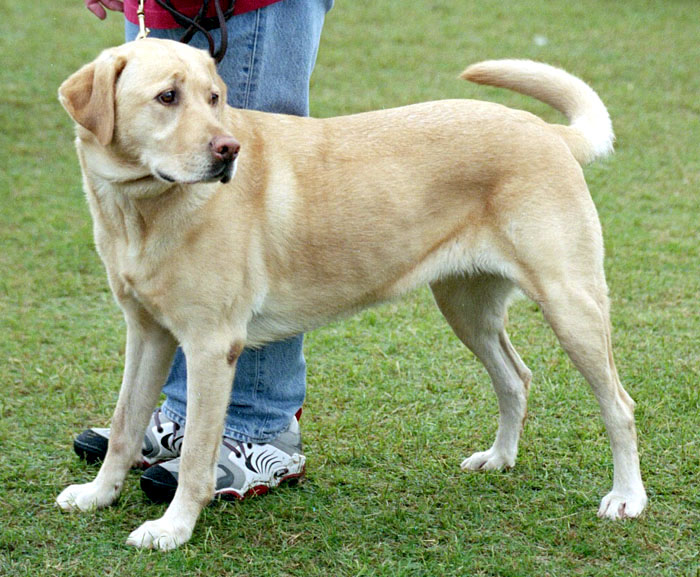
En gul labrador retriever med rosa nos

## Historia
Labradoren härstammar framförallt från den utdöda kanadensiska hundtypen St. John's Dog, som beskrivits som en mindre variant av newfoundlandshunden. Den var en framstående vattenapportör som förutom vid andjakt även användes av fiskare för att apportera redskap och simma med tampar när båtarna skulle lägga till. Vissa menar att labradoren rentav är liktydig med St. John's dog. Under 1700- och 1800-talen exporterades många St. John's Dog till Storbritannien som extrainkomst för fiskare och fraktskeppare. År 1885 infördes höga skatter på hundar i Newfoundland och det instiftades förbud mot att inneha hundar på öarna i provinsen, vilket ledde till att rasen decimerades och så småningom försvann helt. Samtidigt försvårades export av hundar till Storbritannien som följd av nya karantänsbestämmelser för att hindra spridning av rabies. Då korsade man in setter och blodhund.
Under 1800-talet var det hårlaget och inte härstamningen som bestämde vad en retriever skulle kallas. De första som började med metodisk avel av Smoothcoated Retriever var andre och tredje earlen av Malmesbury, James Edward Harris (1778–1841) och James Howard Harris (1807–1889), från 1822 samt senare sjätte hertigen av Buccleuch, William Montagu-Douglas-Scott (1831-1914). Det var James Howard Harris som först började kalla sin hundar Labrador dog. Den största förtjänsten av att ha renavlat typen tillskrivs Henry Holland, 1:e viscount Knutsford (1825–1914), som började med sin uppfödning 1884. Brittiska the Kennel Club godkände labradoren som självständig ras 1903. Först 1916 bildades en rasklubb och den första rasstandarden antogs. Denna har sedan reviderats 1950, 1982 och 1986.

## Egenskaper
Labradoren har sedan 1950-talet blivit allt vanligare som sällskapshund. Den tycker om att arbeta och är lättlärd. Därför har rasen blivit en vanlig bruks- och tjänstehund, främst ledarhund och narkotikahund. Som jakthund, och då framför allt som fågel- och viltapportör är labradoren en av de främsta bland raser med dessa egenskaper. Men även som viltspårhund och alla andra sorters sök- och spårhund, till exempel bombhund och mögelhund, liksom räddningshund. Den är även framgångsrik i olika hundsporter som lydnadsprov, agility och olika grenar av bruksprov.
En labrador behöver mycket motion och stimulans och är en mycket matglad hund som annars lätt lägger på hullet. Labradorer är i regel betydligt lugnare och mycket mindre aggressiva än de flesta andra hundraser.

## Utseende
Utmärkande för labradoren är den vattenavstötande dubbelpälsen med blankt, hårt täckhår och riklig underull. Det andra framstående kännemärket är den lågt ansatta uttersvansen som betyder mycket för hundens arbete i vatten. Svansen ska vara tjock och helst bäras parallellt mot marken. Den kan bäras glatt (pekande uppåt) men får inte bäras ringlad över ryggen. Bröstkorgen ska vara tunnformad. Ögonen ska vara bruna och uttrycket ska vara vänligt och intelligent. Huvudet får inte vara för grovt.
Labradoren finns i färgerna svart, gul och brun. Där svart är den vanligaste färgen och brun den minst vanliga. Gult får variera från gräddfärgat till rävrött.

## Jaktlabrador

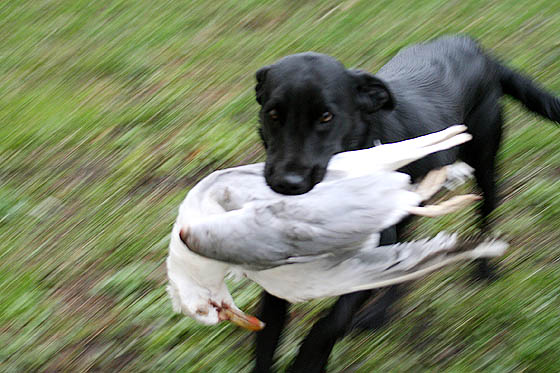
Svart jaktlabrador apporterar fågel.

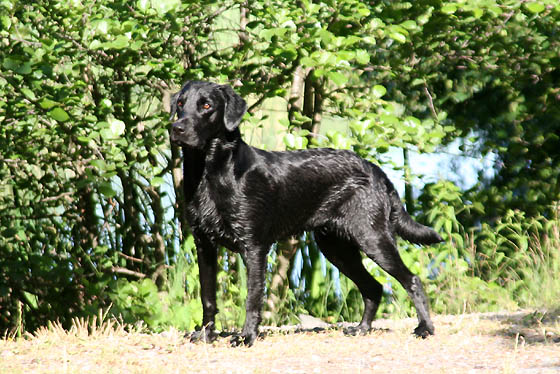
Svart jaktlabrador.

Jaktlabrador är en variant av labrador där uppfödarna valt att avla vidare på de labradorer som fungerar bäst i arbete med jaktapportering.
De jaktintresserade uppfödarna har bevarat labradorens ursprungliga egenskaper; will to please (vilja att vara till lags), på- och avknapp (en labrador ska kunna vara lugn under de delar av jakten där hunden inte är aktiv, samtidigt som den ska ha stor arbetsvilja när den ska apportera), mycket motor och apportintresse, god näsa och förmåga att arbeta med andra hundar utan bråk. Den ska dessutom ha en kropp som lämpar sig för detta arbete. Den måste vara snabb nog att kunna springa ifatt en skadskjuten fågel, stor och stark nog att kunna apportera in ett stort vilt i svår terräng, den måste kunna hoppa över exempelvis ett staket och den får inte heller bli skrämd av skott eller nafsanden från skadskjutet vilt. Pälsen bör vara av en snabbtorkande variant, det är inte ovanligt att jaktlabradoren saknar underull.
Jaktlabrador ses ännu inte som en ny typ av labrador även om vissa anser dess smärtare kroppsbyggnad kunde motivera det.

## Galleri

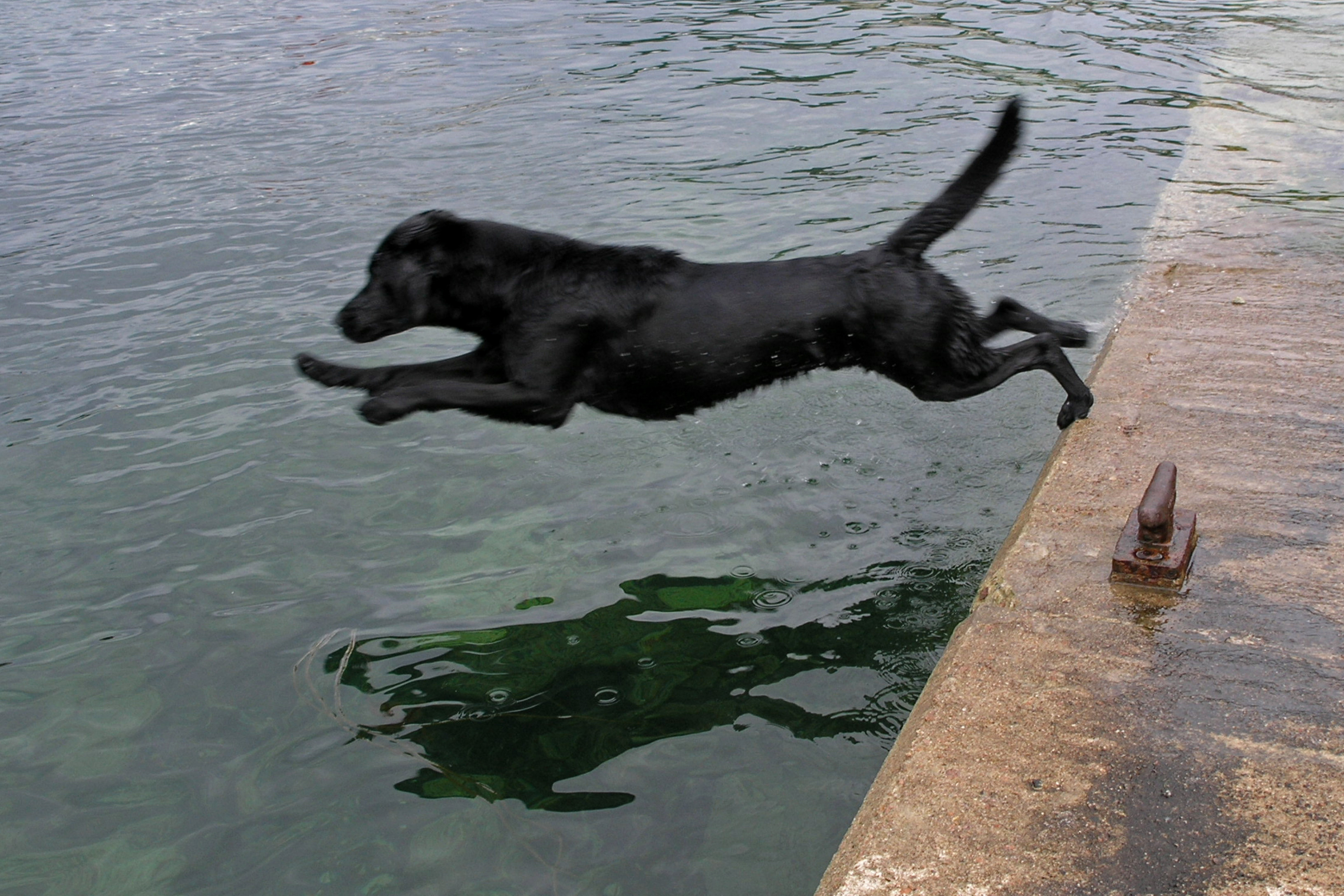
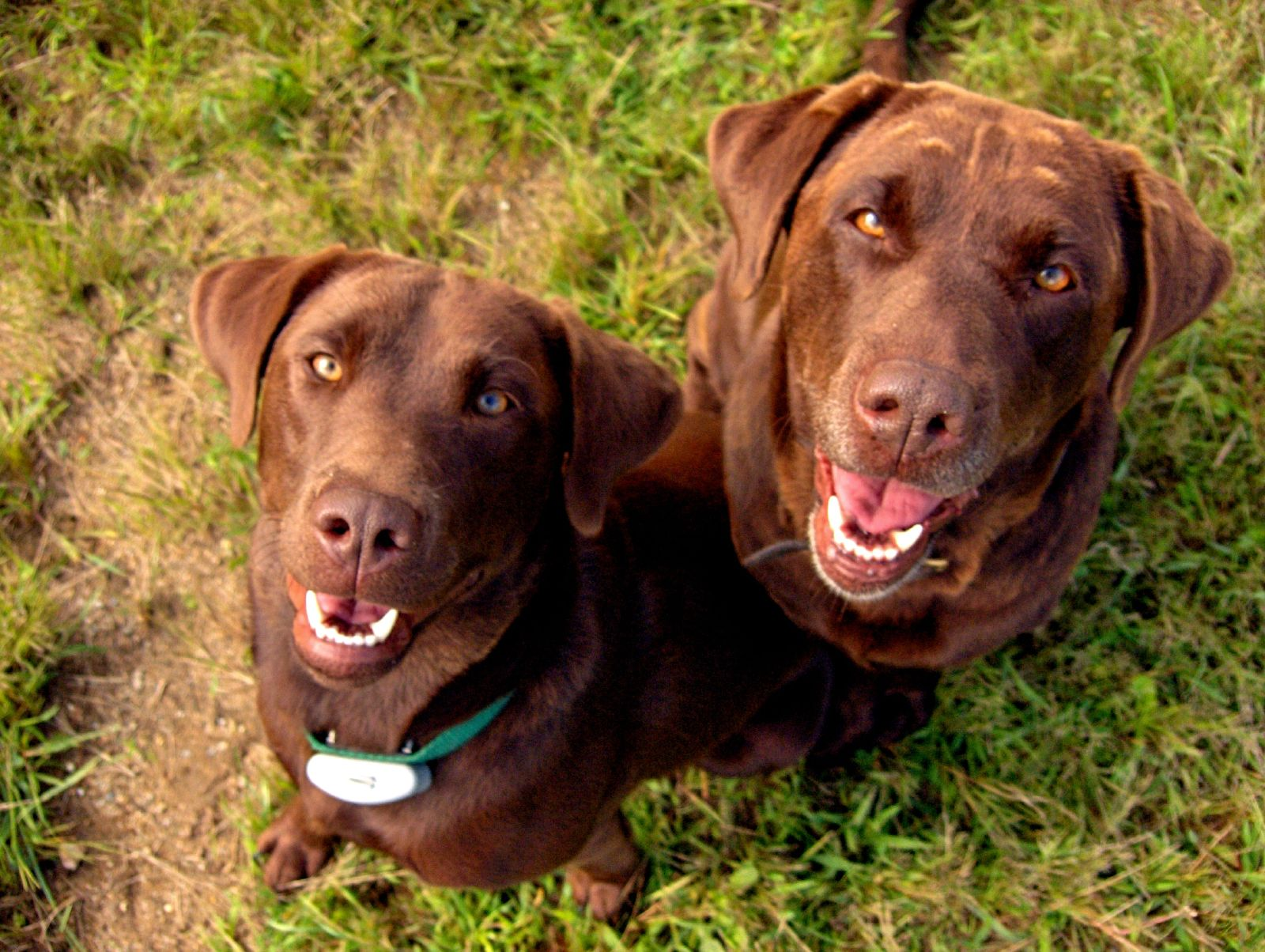
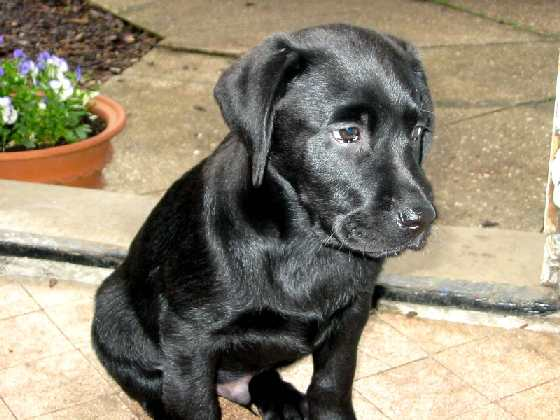
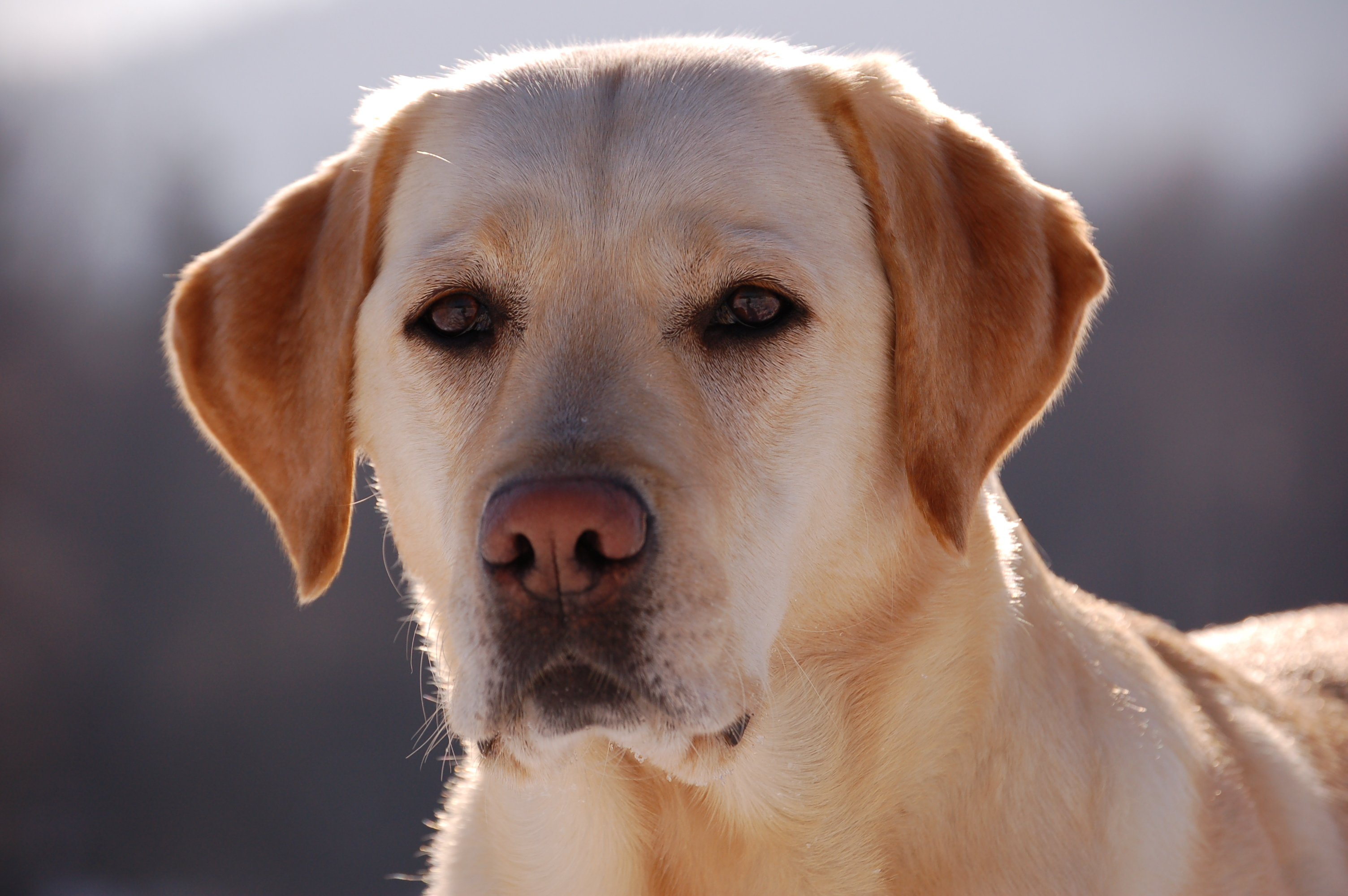
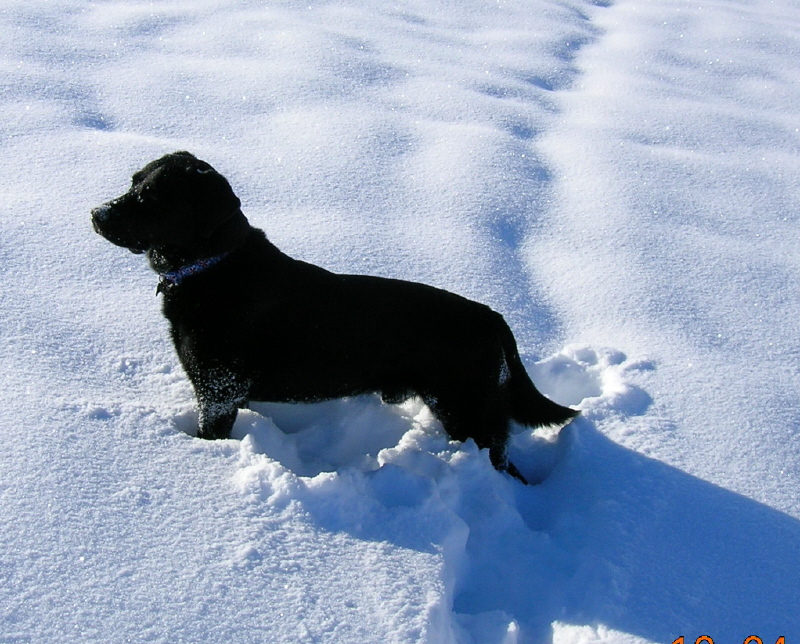
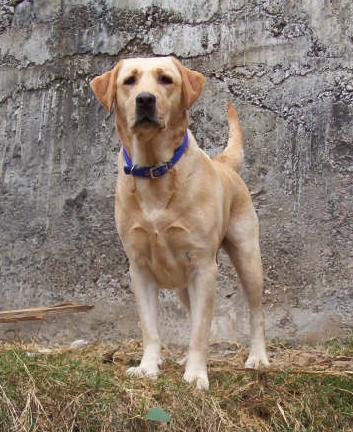
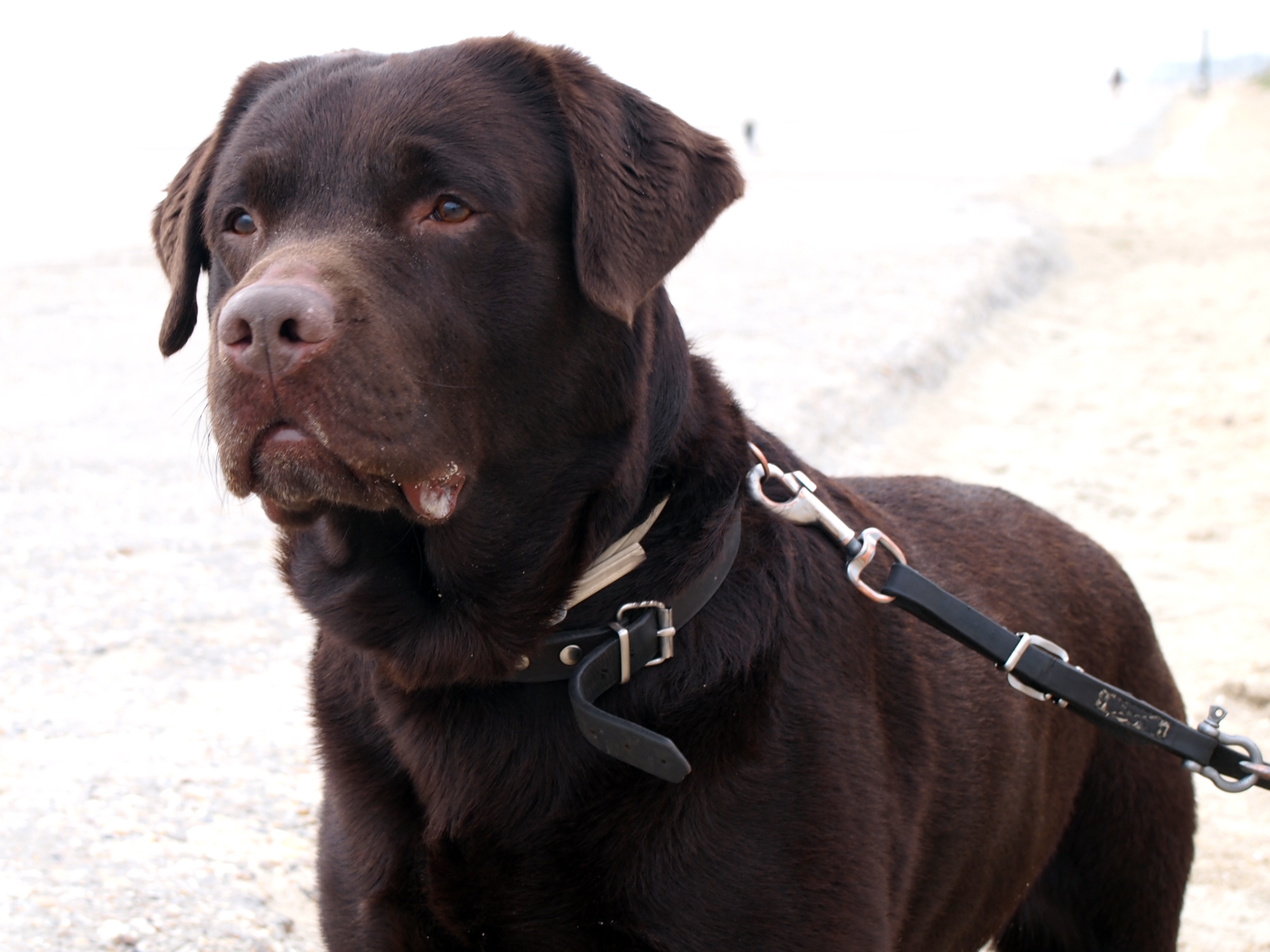